# Emerson Fittipaldi
Emerson Fittipaldi (pronunție în portugheză [ˈɛmeʁsõ fitʃiˈpawdʒi]; n. 12 decembrie 1946, São Paulo, São Paulo, Brazilia) este un fost pilot brazilian de curse, campion mondial de Formula 1 în 1972, 1974. Până în 2005 a deținut recordul de cel mai tânăr campion mondial din acest sport.